# Estación Couto Fernandes
Couto Fernandes es la séptima estación de la Línea Sur del Metro de Fortaleza sentido Carlitos Benevides.

## Historia
La estación fue inaugurada el 28 de agosto de 2012, junto con las estaciones Porangabussu y Benfica, pero no fue abierta a la población hasta el 1 de octubre de 2012.

## Características
Diferente de las otras estaciones de la Línea Sur, la estación Couto Fernandes es la única donde su acceso está al mismo nivel que las plataformas, estando cada una de un lado del corredor estando interconectadas por un túnel entre las dos plataformas.
- Datos: Q17854510
- Multimedia: Couto Fernandes (Fortaleza Metro) / Q17854510